# ケロット
ケロットは山佐のパチスロに登場するカエルのキャラクター。
初登場は1993年に発売されたニューパルサー。開発段階ではスイカの代用絵柄として考案されたが、最終的にはビッグボーナス絵柄として採用された。リプレイ図柄である魔女に姿を変えられた王子様であるという設定が存在する。
このニューパルサーは当時としては最高の22万台の売り上げを記録し、このカエルの絵柄は山佐のシンボルキャラクターとなった。当初はこのカエルのキャラクターには名前がなく、2006年の山佐40周年記念イベントでの投票により「ケロット」と名付けられた。
なお、ワイワイパルサー2、ワンパクパルサー、ケロケロパルサーに登場している困った顔のカエルの名前は「コマッタ君」。キングパルサーエースなどに登場する「子ガエル」には名前が付いていない。
2009年1月にケロットを主人公、そして機種名にしたケロット (パチスロ)を発売した。桃色のカエルでヒロインの「ケロルン」に出会うことができればボーナス確定である。ケロットの声はさとう実琴が担当している。

## 登場するパチスロ機種
- ニューパルサー
- ニューパルサーR
- ニューパルサーT
- キングパルサー
- キングパルサー-30
- ネオマジックパルサー
- ニューパルサーRX
- キングパルサーエース
- ニューパルサーX
- キングオブキングパルサー
- ニューパルサーRZ
- ジャイアントパルサー
- ニューパルサーV
- ニューパルサーRED
- ニューパルサーEvolution
- ケロット (パチスロ)
- ニューパルサーV2
- ケロット2
- ケロット3
- ニューパルサーデラックス
- 押し順ケロルン（この作品のみ、ケロットがプレミアムキャラとなっている）
- ニューパルサーSP
- キングパルサー〜DOT PULSAR〜
- ニューパルサーSPII
- ニューパルサーDX 〜チェリーバージョン〜
- ニューパルサーSPIII
- ニューパルサーDX3
- ケロット4
- スターパルサー

### プレミアムとして登場する機種
- 祭の達人 ウィンちゃんの夏祭り：ボーナス確定
- ダブルバー・ビッグウェーブ：ボーナス確定
- パチスロキン肉マン：京楽産業.のキャラクターたぬ吉と共に出現。7揃いボーナス＆バトル勝利確定
- パチスロバイオハザード：ウェスカーモード中にドット絵で出現。ボーナスorバイオハザード(ART)確定
- CRぱちんこ水戸黄門（京楽産業.）：確変中の30～39連時に滞在するハワイで出現
- CRぱちんこ歌舞伎剣（京楽産業.）：ボタン予告での大巻物演出及び左近リーチで出現。7ラウンド当確
- CRぱちんこたぬ吉くん（京楽産業.）：当確
- ネオプラネット：演出で出現。ボーナス確定。
- スーパープラネットデラックス：ボーナス確定

## 漫画
- 2006年から2007年にかけて、山佐がスポンサーを務めたリイド社発行誌の月刊少年ファングのにて「ケロットのうろつき日記」が連載された。作者はかも2。ケロットがカエルゆかりの地を旅するというオールカラーの1P漫画であった。
- 掲載位置は巻末のカラーページ（目次横の広告スペース）であり、第1回目はカエルの名前が間に合わず「カエルのうろつき日記」という題名になっている。